# Vincenzo Amato (Musiker)
Vincenzo Amato, auch d’Amato, (* 6. Januar 1629 in Ciminna bei Palermo; † 29. Juli 1670 in Palermo) war ein italienischer Komponist des Barock.

## Leben
Vincenzo Amato studierte Theologie und Musik im Erzbischöflichen Seminar zu Palermo. Er gehörte mit seinen Musikerkollegen Giovanni Battista Fasolo, Bonaventura Rubino und Bonaventura Aliotti, die wie er Priester waren, zu den führenden Musikern Palermos in der Mitte des 17. Jahrhunderts. Vinzenzo Amato war von 1665 bis 1670 Kapellmeister der Kathedrale von Palermo.
Seine Schwester Eleonora, die mit Pietro Scarlatto (später Scarlatti) verheiratet war, war die Mutter von Alessandro Scarlatti und sein Bruder Paolo Amato war ein bedeutender Baumeister.

## Werke
- Sacri concerti a 2, 3, 4 e 5 voci, con una messa a 3 e a 4 voci. Libro I. Opera I. (1656)
- Messa e salmi di Vespro e Compieta a 4 e 5 voci. Libro I. Op. II. (1656)
- Eine Johannes- und eine Matthäuspassion, aus denen noch heute Teile in sizilianischen Kirchen gesungen werden.

Opern
- L’Isaura (1664, Palermo)
- L’Aquila (1666, Palermo)